# Sport-Verein Werder von 1899 2023-2024
Questa voce raccoglie le informazioni riguardanti il Sport-Verein Werder von 1899  nelle competizioni ufficiali della stagione calcistica 2023-2024.

## Maglie e divise
| Prima divisa | Seconda divisa | Terza divisa |

## Rosa
Aggiornata al 10 marzo 2024
| N. |                      | Ruolo | Calciatore           |
| -- | -------------------- | ----- | -------------------- |
| 1  | Rep. Ceca (bandiera) | P     | Jiří Pavlenka        |
| 2  | Belgio (bandiera)    | D     | Olivier Deman        |
| 3  | Germania (bandiera)  | D     | Anthony Jung         |
| 4  | Germania (bandiera)  | D     | Niklas Stark         |
| 5  | Germania (bandiera)  | D     | Amos Pieper          |
| 6  | Danimarca (bandiera) | C     | Jens Stage           |
| 7  | Germania (bandiera)  | A     | Marvin Ducksch       |
| 8  | Germania (bandiera)  | C     | Mitchell Weiser      |
| 9  | Polonia (bandiera)   | A     | Dawid Kownacki       |
| 10 | Germania (bandiera)  | C     | Leonardo Bittencourt |
| 11 | Germania (bandiera)  | A     | Niclas Füllkrug      |
| 13 | Serbia (bandiera)    | D     | Miloš Veljković      |
| 14 | Belgio (bandiera)    | C     | Senne Lynen          |
| 17 | Germania (bandiera)  | A     | Justin Njinmah       |
| 18 | Guinea (bandiera)    | C     | Naby Keïta           |

| N. |                      | Ruolo | Calciatore                 |
| -- | -------------------- | ----- | -------------------------- |
| 19 | Colombia (bandiera)  | A     | Rafael Borré               |
| 20 | Austria (bandiera)   | C     | Romano Schmid              |
| 21 | Norvegia (bandiera)  | C     | Isak Hansen-Aarøen         |
| 22 | Argentina (bandiera) | D     | Julián Malatini            |
| 23 | Germania (bandiera)  | C     | Nicolai Rapp               |
| 24 | Scozia (bandiera)    | A     | Oliver Burke               |
| 27 | Germania (bandiera)  | D     | Felix Agu                  |
| 28 | Bulgaria (bandiera)  | C     | Ilija Gruev                |
| 28 | Francia (bandiera)   | C     | Skelly Alvero              |
| 29 | Germania (bandiera)  | A     | Nick Woltemade             |
| 30 | Germania (bandiera)  | P     | Michael Zetterer           |
| 32 | Austria (bandiera)   | D     | Marco Friedl (capitano)    |
| 35 | Germania (bandiera)  | C     | Leon Opitz                 |
| 36 | Germania (bandiera)  | D     | Christian Groß             |
| 38 | Germania (bandiera)  | P     | Eduardo dos Santos Haesler |

## Calciomercato

### Sessione estiva
| Acquisti         | Acquisti            | Acquisti              | Acquisti                 |
| R.               | Nome                | da                    | Modalità                 |
| ---------------- | ------------------- | --------------------- | ------------------------ |
| C                | Olivier Deman       | Cercle Bruges         | definitivo (4 milioni €) |
| C                | Senne Lynen         | Union Saint-Gilloise  | definitivo (2 milioni €) |
| C                | Naby Keïta          | Liverpool             | gratuito                 |
| A                | Dawid Kownacki      | Fortuna Düsseldorf    | gratuito                 |
| A                | Rafael Santos Borré | Eintracht Francoforte | prestito                 |
| Altre operazioni |                     |                       |                          |
| R.               | Nome                | da                    | Modalità                 |
| A                | Oliver Burke        | Millwall              | fine prestito            |
| A                | Nick Woltemade      | Elversberg            | fine prestito            |
| C                | Yannick Engelhardt  | Friburgo II           | fine prestito            |
| A                | Justin Njinmah      | Borussia Dortmund II  | fine prestito            |
| C                | Nicolai Rapp        | Kaiserslautern        | fine prestito            |
| D                | Park Kyu-hyun       | Dinamo Dresda         | fine prestito            |
| A                | Oscar Schönfelder   | Jahn Ratisbona        | fine prestito            |

| Cessioni         | Cessioni           | Cessioni            | Cessioni                    |
| R.               | Nome               | a                   | Modalità                    |
| ---------------- | ------------------ | ------------------- | --------------------------- |
| A                | Niclas Füllkrug    | Borussia Dortmund   | definitivo (15,5 milioni €) |
| C                | Ilija Gruev        | Leeds Utd           | definitivo (6,5 milioni €)  |
| C                | Niklas Schmidt     | Tolosa              | definitivo (2,5 milioni €)  |
| D                | Fabio Chiarodia    | Borussia M'gladbach | definitivo (2 milioni €)    |
| D                | Lee Buchanan       | Birmingham City     | definitivo (1,5 milioni €)  |
| C                | Yannick Engelhardt | Friburgo II         | definitivo (900 mila €)     |
| A                | Oscar Schönfelder  | Jahn Ratisbona      | definitivo (260 mila €)     |
| D                | Park Kyu-hyun      | Dinamo Dresda       | definitivo (150 mila €)     |
| C                | Jean-Manuel Mbom   | Viborg              | n.d.                        |
| A                | Oliver Burke       | Birmingham City     | prestito                    |
| A                | Eren Dinkçi        | Heidenheim          | prestito                    |
| P                | Mio Backhaus       | Volendam            | prestito                    |
| C                | Dikeni Salifou     | Juventus Next Gen   | prestito                    |
| Altre operazioni |                    |                     |                             |
| R.               | Nome               | da                  | Modalità                    |
| A                | Maximilian Philipp | Wolfsburg           | fine prestito               |

### Sessione invernale
| Acquisti         | Acquisti         | Acquisti         | Acquisti         |
| R.               | Nome             | da               | Modalità         |
| Altre operazioni | Altre operazioni | Altre operazioni | Altre operazioni |
| R.               | Nome             | da               | Modalità         |
| ---------------- | ---------------- | ---------------- | ---------------- |

| Cessioni         | Cessioni         | Cessioni         | Cessioni         |
| R.               | Nome             | a                | Modalità         |
| Altre operazioni | Altre operazioni | Altre operazioni | Altre operazioni |
| R.               | Nome             | da               | Modalità         |
| ---------------- | ---------------- | ---------------- | ---------------- |

## Risultati

### Fußball-Bundesliga

#### Girone di andata
| Arbitro: | Zwayer (Berlino) |

|  |           |                                 |
|  | Marcatori | 4’, 90’ Sané 75’ Kane 90+4’ Tel |

| Arbitro: | Brand (Unterspiesheim) |

|               |           |  |
| Philipp 90+6’ | Marcatori |  |

| Arbitro: | Schröder (Hannover) |

|                                                         |           |  |
| Ducksch 3’ (rig.) Stage 53’ Bittencourt 82’ Njinmah 83’ | Marcatori |  |

| Arbitro: | Ittrich (Amburgo) |

|                                                 |           |                        |
| Kleindienst 5’ (rig.) Dinkçi 44’, 68’ Beste 76’ | Marcatori | 49’ Ducksch 64’ Weiser |

| Arbitro: | Dankert (Rostock) |

|                       |           |           |
| Borré 38’ Njinmah 67’ | Marcatori | 31’ Selke |

| Arbitro: | Petersen (Stoccarda) |

|                                                 |           |                         |
| Bader 5’ Skarke 25’ Mehlem 50’ Kempe 62’ (rig.) | Marcatori | 70’ Deman 79’ Veljković |

| Arbitro: | Dingert (Lebecksmühle) |

|                        |           |                                  |
| Schmid 17’ Stage 90+1’ | Marcatori | 8’ Beier 29’ Prömel 90+2’ Bülter |

| Arbitro: | Brych (Monaco di Baviera) |

|            |           |  |
| Brandt 67’ | Marcatori |  |

| Arbitro: | Stieler (Amburgo) |

|                               |           |  |
| Knoche 38’ (aut.) Ducksch 75’ | Marcatori |  |

| Arbitro: | Reichel (Stoccarda) |

|                       |           |                      |
| Černý 37’ Paredes 59’ | Marcatori | 7’ Ducksch 65’ Borré |

| Arbitro: | Brand (Unterspiesheim) |

|                         |           |                        |
| Ducksch 45+2’ Borré 50’ | Marcatori | 65’ Skhiri 70’ Smolčić |

| Arbitro: | Petersen (Stoccarda) |

|  |           |                                           |
|  | Marcatori | 9’ (aut.) Deman 43’ Frimpong 76’ Grimaldo |

| Arbitro: | Dankert (Rostock) |

|                               |           |  |
| Undav 17’ Guirassy 75’ (rig.) | Marcatori |  |

| Arbitro: | Stegemann (Niederkassel) |

|                       |           |  |
| Stark 39’ Ducksch 65’ | Marcatori |  |

| Arbitro: | Zwayer (Berlino) |

|                |           |                      |
| Reitz 45’, 49’ | Marcatori | 7’ Borré 76’ Ducksch |

| Arbitro: | Reichel (Stoccarda) |

|             |           |            |
| Njinmah 75’ | Marcatori | 47’ Openda |

| Arbitro: | Stieler (Amburgo) |

|               |           |             |
| Osterhage 64’ | Marcatori | 90+3’ Stark |

#### Girone di ritorno
| Arbitro: | Fritz (Korb) |

|  |           |            |
|  | Marcatori | 59’ Weiser |

| Arbitro: | Hartmann (Wangen) |

|                                              |           |                  |
| Ducksch 9’ (rig.) Njinmah 53’ Malatini 90+3’ | Marcatori | 28’ (rig.) Grifo |

| Arbitro: | Brand (Unterspiesheim) |

|  |           |            |
|  | Marcatori | 2’ Ducksch |

| Arbitro: | Schröder (Hannover) |

|            |           |                       |
| Schmid 19’ | Marcatori | 12’ Maloney 18’ Beste |

| Arbitro: | Siebert (Berlino) |

|  |           |             |
|  | Marcatori | 70’ Njinmah |

| Arbitro: | Badstübner (Norimberga) |

|                     |           |             |
| Zimmerman 8’ (aut.) | Marcatori | 33’ Justvan |

| Arbitro: | Jöllenbeck (Friburgo in Brisgovia) |

|               |           |              |
| Beier 8’, 44’ | Marcatori | 90+2’ Alvero |

| Arbitro: | Aytekin (Oberasbach) |

|             |           |                      |
| Njinmah 70’ | Marcatori | 21’ Malen 38’ Sancho |

| Arbitro: | Schlager (Hügelsheim) |

|                            |           |            |
| Vertessen 50’ Aaronson 52’ | Marcatori | 63’ Weiser |

| Arbitro: | Stegemann (Niederkassel) |

|  |           |                         |
|  | Marcatori | 45+4’ Lacroix 84’ Majer |

| Arbitro: | Hartmann (Wangen im Allgäu) |

|          |           |               |
| Tuta 77’ | Marcatori | 62’ Veljković |

| Arbitro: | Osmers (Hannover) |

|                                                   |           |  |
| Boniface 25’ (rig.) Xhaka 60’ Wirtz 68’, 83’, 90’ | Marcatori |  |

| Arbitro: | Schröder (Hannover) |

|                         |           |           |
| Ducksch 28’ (rig.), 49’ | Marcatori | 71’ Undav |

| Arbitro: | Welz (Wiesbaden) |

|  |           |                                         |
|  | Marcatori | 52’ Schmid 61’ (rig.) Ducksch 90’ Deman |

| Arbitro: | Gerach (Landau in der Pfalz) |

|                    |           |                              |
| Woltemade 45’, 65’ | Marcatori | 8’ Hack 90+1’ (rig.) Neuhaus |

| Arbitro: | Stegemann (Niederkassel) |

|           |           |                    |
| Šeško 11’ | Marcatori | 36’ (aut.) Seiwald |

| Arbitro: | Petersen (Stoccarda) |

|                                         |           |                 |
| Friedl 6’ Jung 78’ Stage 80’ Schmid 88’ | Marcatori | 85’ Antwi-Adjei |

### DFB-Pokal
| Arbitro: | Willenborg (Osnabrück) |

|                                  |           |                                 |
| Philipp 72’, 79’ Bogićević 90+4’ | Marcatori | 43’ Ducksch 77’ (rig.) Füllkrug |

## Statistiche finali

### Statistiche di squadra
| Competizione      | Punti | In casa | In casa | In casa | In casa | In casa | In casa | In trasferta | In trasferta | In trasferta | In trasferta | In trasferta | In trasferta | Totale | Totale | Totale | Totale | Totale | Totale | DR |
| Competizione      | Punti | G       | V       | N       | P       | Gf      | Gs      | G            | V            | N            | P            | Gf           | Gs           | G      | V      | N      | P      | Gf     | Gs     | DR |
| ----------------- | ----- | ------- | ------- | ------- | ------- | ------- | ------- | ------------ | ------------ | ------------ | ------------ | ------------ | ------------ | ------ | ------ | ------ | ------ | ------ | ------ | -- |
| Bundesliga        | 42    | 17      | 7       | 4       | 6       | 29      | 26      | 17           | 4            | 5            | 8            | 19           | 28           | 34     | 11     | 9      | 14     | 48     | 54     | -6 |
| Coppa di Germania | -     | -       | -       | -       | -       | -       | -       | 1            | 0            | 0            | 1            | 2            | 3            | 1      | 0      | 0      | 1      | 2      | 3      | -1 |
| Totale            | -     | 17      | 7       | 4       | 6       | 29      | 26      | 18           | 4            | 5            | 9            | 21           | 31           | 35     | 11     | 9      | 15     | 50     | 57     | -7 |

### Andamento in campionato
| Giornata  | 1  | 2  | 3  | 4  | 5  | 6  | 7  | 8  | 9  | 10 | 11 | 12 | 13 | 14 | 15 | 16 | 17 | 18 | 19 | 20 | 21 | 22 | 23 | 24 | 25 | 26 | 27 | 28 | 29 | 30 | 31 | 32 | 33 | 34 |
| --------- | -- | -- | -- | -- | -- | -- | -- | -- | -- | -- | -- | -- | -- | -- | -- | -- | -- | -- | -- | -- | -- | -- | -- | -- | -- | -- | -- | -- | -- | -- | -- | -- | -- | -- |
| Luogo     | C  | T  | C  | T  | C  | T  | C  | T  | C  | T  | C  | C  | T  | C  | T  | C  | T  | T  | C  | T  | C  | T  | C  | T  | C  | T  | C  | T  | T  | C  | T  | C  | T  | C  |
| Risultato | P  | P  | V  | P  | V  | P  | P  | P  | V  | N  | N  | P  | P  | V  | N  | N  | N  | V  | V  | V  | P  | V  | N  | P  | P  | P  | P  | N  | P  | V  | V  | N  | N  | V  |
| Posizione | 17 | 18 | 11 | 12 | 11 | 12 | 14 | 14 | 12 | 12 | 12 | 12 | 13 | 12 | 14 | 13 | 13 | 13 | 9  | 9  | 10 | 7  | 7  | 8  | 10 | 10 | 10 | 12 | 12 | 11 | 11 | 11 | 11 | 9  |

Legenda:

Luogo: C = Casa; T = Trasferta. Risultato: V = Vittoria; N = Pareggio; P = Sconfitta.